# Toni Kraus

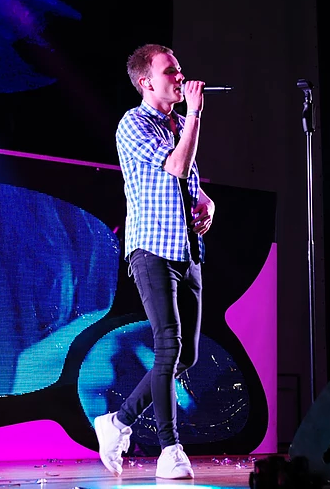
Toni Kraus (2016)

Toni Thomas Kraus (* 23. Januar 1997 in Erlabrunn; Eigenschreibweise TONI) ist ein deutscher Sänger, Songwriter und Musikproduzent.

## Leben
Kraus stammt aus Johanngeorgenstadt im Erzgebirgskreis. Er ist das dritte von vier Kindern des früheren Randfichten-Mitgliedes Thomas „Rups“ Unger. Als Sohn eines Musikers kam Toni Kraus früh mit Musik in Kontakt und stand im Alter von drei Jahren erstmals mit der Musikgruppe seines Vaters auf der Bühne. 2003 trat er in Achim Mentzels Hitparade und bei den Festen der Volksmusik als Solosänger auf und stieg mit der Single Ich bi e klaane Flugficht in die deutschen Singlecharts ein. Kurz darauf veröffentlichte er das Album Volksmusik, das ist mein Leben, 2006 folgte das Album Eins zwei drei vier.
2005 moderierte Kraus innerhalb der 12-minütigen Sendezeit des Sandmännchens im Advent die eigene TV-Sendung Tonis Adventskalender. Ende 2005 war Kraus für die Goldene Henne nominiert.
Von 2006 bis 2008 war Kraus als Außenreporter für verschiedene Sendungen im öffentlich-rechtlichen Fernsehen tätig. Er stand dafür unter anderem mit Helene Fischer und Mireille Mathieu vor der Kamera. Am 25. September 2006 war Kraus bei TV total zu Gast.
2009 erklärte er eine vorübergehende Bühnenpause, um sich auf sein Abitur am Bertolt-Brecht-Gymnasium in Schwarzenberg zu konzentrieren.
Im Jahr 2013 veröffentlichte Toni Kraus unter seinem bürgerlichen Vornamen Toni (Eigenschreibweise TONI) eine erste Single Neonlichter und Sommerregen im Genre des Deutschen Pop. Beide Songs schrieb und komponierte er selbst.
2015 unterschrieb Kraus einen Plattenvertrag bei Sony Music. Am 4. September 2015 wurde der Titel Sommerregen gemeinsam mit Gestört aber geil auf dem Label Kontor Records veröffentlicht, der im Januar 2016 ebenfalls auf dem Album des Duos erschien. Die LP stieg in der ersten Woche auf Platz zwei der deutschen Albumcharts ein. Bis Juni 2016 ging Toni Kraus mit Gestört aber geil auf Deutschland-Tournee und war Live-Gast beim ausverkauften Konzert in der Berliner Wuhlheide vor 17.000 Zuschauern. 2016 startete zudem die Bilder-Tour, auf der Kraus mit Live-Band über 90 Minuten eigene Songs präsentierte. Die gleichnamige Single erschien am 20. Mai 2016, das Album Neuanfang am 10. Juni desselben Jahres. Am 28. Oktober 2016 wurde Wo dein Herz ist als zweite Single und am 31. März 2017 Tattoos als dritte Single ausgekoppelt.
Im Jahr 2017 spielte Toni Kraus u. a. als Voract von Max Giesinger, Alexa Feser und Jonas Monar, City, Lotte und Lions Head.
2019 erschien das zweite Studioalbum Auf hoher See. Zuvor wurden die Titel Alles geht zu Ende und Polaroid als Single ausgekoppelt. Die Produktion wurde zu Teilen durch ein Crowdfunding finanziert.
Im September 2021 veröffentlichte Toni Kraus die Single Rosa Elefant, danach die Single Mein Zuhause, die er beide erstmals mit Co-Autoren schrieb. Die Single Zeit zurückdrehen im Januar 2022 und wurde von Oliver Som produziert, der zuvor u. a. Madeline Juno produzierte. Im März 2022 erschien die Single Parkhausdach. In der im April 2022 erschienenen Single Die Maus thematisiert Toni Kraus die Demenzerkrankung seiner Großmutter. Die im Mai 2022 veröffentlichte Single Angst vor dir ist ein Feature mit dem Rapper Lorenzo Di Martino. Es folgten die Singles Cliffhanger, Douglas, die von der namensgebenden Parfümeriekette unterstützt wurde, und Nur Liebe, mit welcher sich Toni Kraus erstmals in der größten Deutschpop-Playlist Popland von Spotify platzierte. Am 2. September 2022 erschien das dritte Studioalbum Tag X.
Seit 2014 arbeitet Toni Kraus zudem als Produzent bei Studioaufnahmen. 2016 gründete er sein eigenes Label flying spruce Records.

## Sonstiges
Im Juli 2020 erkrankte Toni Kraus an einer halbseitigen Gesichtslähmung, durch die er vorübergehend auch nicht mehr singen und sprechen konnte.
Kraus ist bekennender Christ.

## Auszeichnungen
- 2004: Herbert-Roth-Preis als Bester Nachwuchskünstler
- 2005: Brisant Brillant als Shootingstar des Jahres

## Diskografie
Singles / EPs:
- 2003: Ich bi e klaane Flugficht
- 2005: Ein Herz für Kinder
- 2005: Weihnachten is stille Nacht

- 2013: Neonlichter / Sommerregen
- 2016: Bilder
- 2016: Bilder (Remixes)
- 2016: Wo dein Herz ist
- 2017: Tattoos
- 2017: Weihnachten mit Dir
- 2019: Alles geht zu Ende
- 2019: Polaroid
- 2021: Rosa Elefant
- 2021: Mein Zuhause
- 2022: Zeit zurückdrehen
- 2022: Parkhausdach
- 2022: Die Maus
- 2022: Angst vor dir (feat. Lorenzo Di Martino)
- 2022: Cliffhanger
- 2022: Douglas
- 2022: Nur Liebe
- 2024: Immer noch Chaos
- 2024: Wenn du kommst
- 2024: Was wir hätten sein könn’
- 2025: Ein Versprechen

Alben:
- 2004: Volksmusik, das ist mein Leben
- 2006: Eins zwei drei vier
- 2016: Neuanfang
- 2019: Auf hoher See
- 2022: Tag X

Beteiligungen:
- 2015/2016: Sommerregen (feat. Gestört aber geil)
- 2020: ‘s is Feierobnd (mit Florian Stölzel)